# Hainault (stanice metra v Londýně)
Hainault je stanice metra v Londýně, otevřená 1. května 1903. V červenci 2009 byly instalovány výtahy. Autobusové spojení zajišťují linky: 150, 247 a noční linka N8. Stanice se nachází v přepravní zóně 4 a leží na lince:
- Central Line mezi stanicemi Fairlop a Grange Hill. – Od stanice Fairlop je vzdálena jen 800 m.

| Rok  | Počet cestujících |
| ---- | ----------------- |
| 2011 | 2,95 mil.         |
| 2012 | 2,86 mil.         |
| 2013 | 3,15 mil.         |
| 2014 | 3,48 mil.         |